# Demografija Hrvaške
Demografske značilnosti prebivalstva Hrvaške so znane s popisi, ki se običajno izvajajo v desetletnih presledkih in jih analizirajo različni statistični uradi od leta 1850. Hrvaški statistični urad to nalogo opravlja že od devetdesetih let dvajsetega stoletja. Zadnji popis na Hrvaškem je bil opravljen aprila 2011. Stalno prebivalstvo Hrvaške je po popisu leta 2011 doseglo 4,29 milijona stalnih prebivalcev. Gostota prebivalstva je 75,8 prebivalca na kvadratni kilometer, celotna pričakovana življenjska doba na Hrvaškem ob rojstvu pa je bila leta 2018 78,2 leta. Prebivalstvo se je neprestano povečevalo (z izjemo popisov po dveh svetovnih vojnah) z 2,1 milijona leta 1857 do leta 1991, ko je doseglo svoj vrh na 4,7 milijona. Od leta 1991 hrvaška smrtnost nenehno presega rodnost; naravna stopnja rasti prebivalstva je negativna. Hrvaška je v četrti (ali peti) stopnji demografske tranzicije. Glede na starostno strukturo prebivalstvo prevladuje segment od 15 do 64 let. Povprečna starost prebivalstva je 43,4 let, razmerje med spoloma v celotni populaciji pa je 0,93 moških na 1 žensko. Država naj bi do leta 2045 izgubila 350.000 državljanov.
Na Hrvaškem živijo večinoma Hrvati (90,4%), manjšine pa so Srbi (4,36%) in 21 drugih narodnosti (vsak po manj kot 1%). Demografsko zgodovino Hrvaške zaznamujejo znatne selitve, vključno s prihodom Hrvatov na območje rasti madžarsko in nemško govorečega prebivalstva po združitvi Hrvaške in Madžarske ter s pridružitvijo Habsburškemu cesarstvu, migracijami, ki so jih sprožile osmanski vpadi in rast italijansko govorečega prebivalstva v Istri in v Dalmaciji v času beneške vladavine. Po razpadu Avstro-Ogrske se je madžarsko prebivalstvo zmanjšalo, nemško govoreče prebivalstvo pa je bilo po drugi svetovni vojni prisiljeno ali prisiljeno oditi, podobno usodo pa je doživelo tudi italijansko prebivalstvo. Konec 19. stoletja in 20. stoletje so zaznamovale obsežne gospodarske migracije v tujino. Štirideseta in petdeseta leta v Jugoslaviji so zaznamovale notranje migracije v Jugoslaviji, prav tako tudi urbanizacija. Zadnja pomembna selitev je bila posledica hrvaške osamosvojitvene vojne, ko je bilo razseljenih več sto tisoč ljudi.
Uradni jezik je Hrvaščina, vendar se v nekaterih lokalnih upravnih enotah uradno uporabljajo tudi manjšinski jeziki. Hrvaščino kot materni jezik priznava 95,60% prebivalstva. Raziskava iz leta 2009 je pokazala, da 78% Hrvatov trdi, da pozna vsaj en tuji jezik - najpogosteje angleščino. Glavne vere na Hrvaškem so rimskokatoliška (86,28%), vzhodno pravoslavje (4,44%) in islam (1,47%). Pismenost na Hrvaškem je 98,1%. Delež prebivalstva, starega 15 let in več, ki je doseglo akademske stopnje, se je od leta 2001 hitro povečeval, do leta 2008 se je podvojil in dosegel 16,7%. Ocenjuje se, da se 4,5% BDP porabi za izobraževanje. Osnovnošolsko in srednješolsko izobraževanje je na voljo v hrvaščini in v jezikih priznanih manjšin. Hrvaška ima univerzalni sistem zdravstvenega varstva in je leta 2010 porabila 6,9% svojega BDP za zdravstveno varstvo. Neto mesečni dohodek v septembru 2011 je v povprečju znašal 5.397 kun (približno 729 evrov). Najpomembnejši viri zaposlovanja v letu 2008 so bili predelovalna industrija, trgovina ter gradbeništvo. Januarja 2020 je bila stopnja brezposelnosti 8,4%. Hrvaški srednji ekvivalent dohodka gospodinjstva je na vrhu povprečnega standarda kupne moči desetih držav, ki so se EU pridružile leta 2004, hkrati pa zaostaja za povprečjem EU. Po popisu leta 2011 je bilo zabeleženih skupaj 1,5 milijona zasebnih gospodinjstev, ki so večinoma imela lastna stanovanja. Povprečna stopnja urbanizacije na Hrvaškem je 56%, v zadnjem času se povečuje mestno prebivalstvo, zmanjšuje se podeželsko prebivalstvo.